# 國際米蘭女子足球會
國際米蘭足球會（Football Club Internazionale Milano）通常簡稱國際米蘭或國際米蘭女足， 是一家意大利女子足球球會，位於米蘭，是同名職業球會的一部分。

## 歷史
在2018–19年球隊以前，國際米蘭只有女子青年隊。  2018年10月23日，國際米蘭透過國際米蘭女子業餘隊獲得牌照從而成立。
在2018–19年球季，國際米蘭女足於意大利乙組足球聯賽中角逐，季尾球隊獲得升班資格從而升上意大利甲組足球聯賽。

## 榮譽
- 意大利乙組足球聯賽（英语：Serie B (women's football)）
  - 冠軍 (1)：2018–19

## 外部連結
- 官方网站